# Massif de Teno
Le massif de Teno (en espagnol Macizo de Teno) est un massif montagneux situé dans la partie occidentale de l'île de Tenerife, dans l'archipel espagnol des îles Canaries. Il culmine à 1 345 m d'altitude à Cruz de Gala.
Le massif est en fait le reste érodé du volcan bouclier de Teno, un des trois principaux volcans boucliers ayant formé l'île de Tenerife. La formation s'étale d'environ 6,3 Ma à 5 Ma avant le présent (A.P.), avec des écoulements essentiellement basaltiques. Plusieurs discontinuités peuvent être observées dans les sequences stratigraphiques qui sont expliquées par des effondrements partiels du volcan. Ces effondrements (effondrement de Masca et effondrement de Carrizales) ont eu lieu entre 6,1 Ma et 5,9 Ma A.P..
De nos jours, le paysage est marqué par des vallées profondes dues à l'importante érosion depuis la fin de l'activité volcanique dans le massif. Ces paysages sont une attraction touristique majeure de l'île de Tenerife, en particulier les falaises de Los Gigantes, la vallée de Masca, etc. Le parc rural de Teno protège une partie du massif.

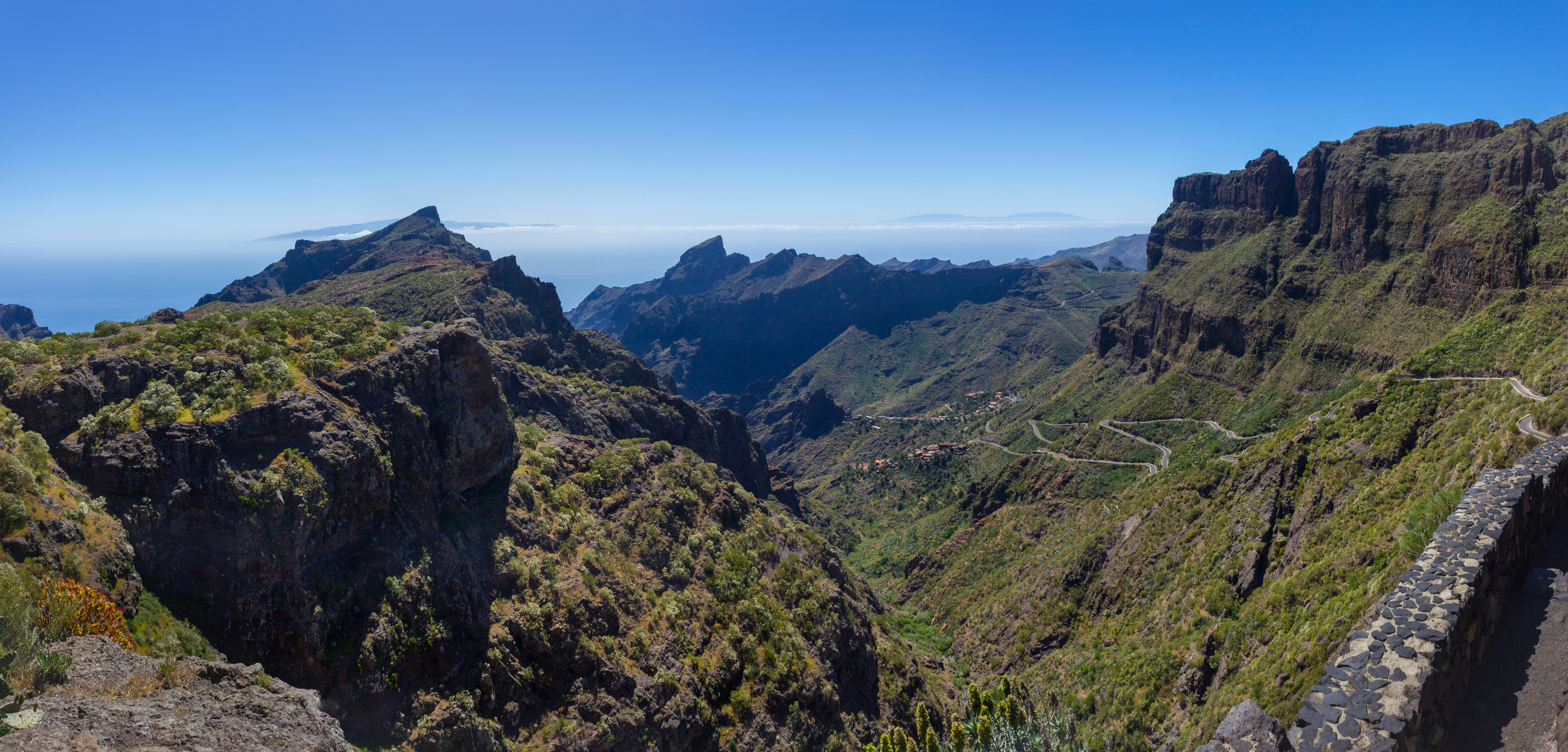
Vue du massif de Teno.
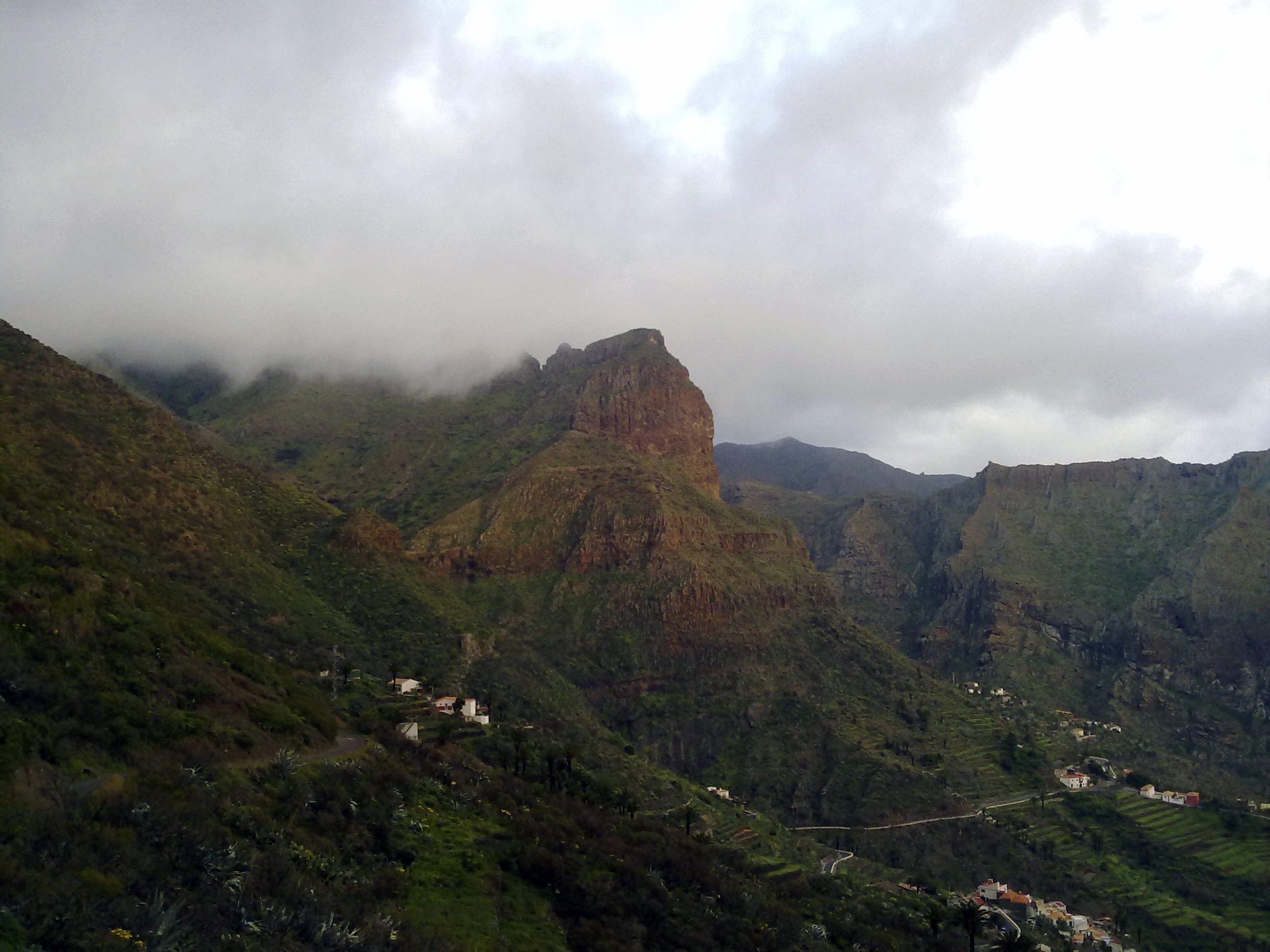
Les montagnes autour de Masca.
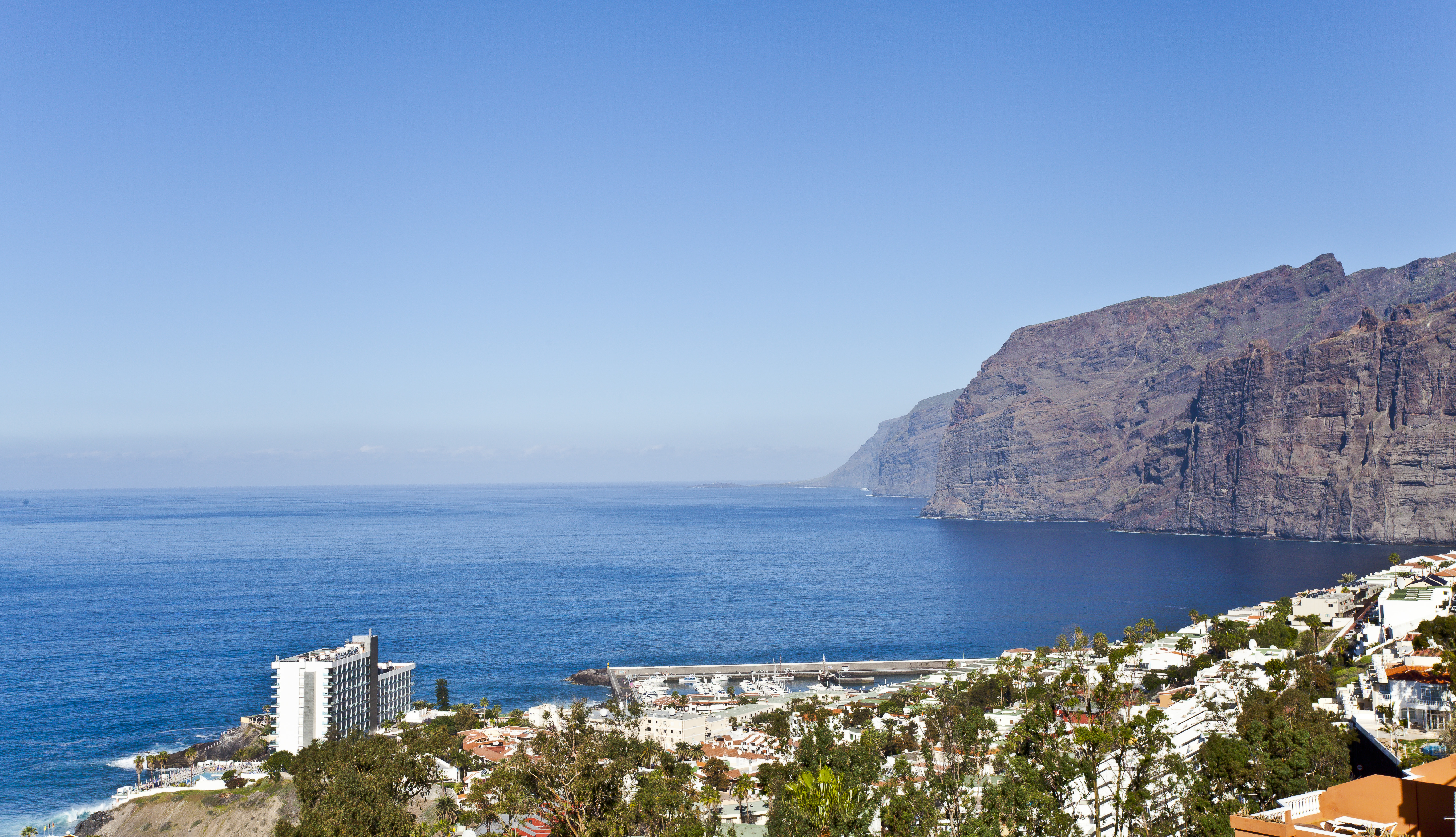
Les falaises de Los Gigantes.